# Dosoftei
Dosoftei, vlastním jménem Dimitrie Barilă (26. října 1624 – 13. prosince 1693), byl moldavský metropolita a rumunsky píšící učenec.
Moldavským metropolitou byl v letech 1671–1674 a 1675–1686, v roce 1686 emigroval do Polska. Věnoval se také literární činnosti, je autorem nejstarších dochovaných rumunských básní (veršovaný žaltář v rumunštině) a mnoha překladů převážně náboženských textů do rumunštiny. Byl jedním z nejvýznamnějším učenců své země 17. století a jedním z prvních významných rumunských spisovatelů.